# Riihimäki
Riihimäki (uttalas: [riːhɪmækɪ]) är en stad i landskapet Egentliga Tavastland i Finland. Staden är belägen cirka 69 kilometer norr om Helsingfors. I söder gränsar kommunen till Hyvinge, i väst till Loppis, i nord till Janakkala och i öst till Hausjärvi. Riihimäki har 28 521 invånare och en total yta på 125,56 km².
Riihimäki stads språkliga status är enspråkigt finsk.

## Historia
Grunden till eget ortnamn lades 1862 då järnvägslinjen Helsingfors – Tavastehus byggdes samt år 1870 då banan mellan Riihimäki och S:t Petersburg öppnades för trafik. I Hausjärvi låg på den tiden en hållplats som omdöptes till Riihimäki.
1910 grundades ett glasbruk på orten, Ab Riihimäki Glasbruk – Riihimäen Lasi Oy. Ända till år 1990 då glasbruket lades ner var Riihimäki känt för sin glastillverkning. Sedan 1910 har Riihimäki varit en militärort. Garnisonsområdet ligger nära stadskärnan. På garnisonsområdet verkar försvarsmaktens signalregemente, teletekniska- och eltekniska skola samt försvarsmaktens elektroniska verk.
1919 var Riihimäki redan en tätort med eget fullmäktige och rätt att tillsätta ämbetsmän och kommittéer. Riihimäki fick köpingsrättigheter 1922 och stadsrättigheter 1960.  Staden är i dag en viktig järnvägsknut där banan österut mot bland annat S:t Petersburg och Joensuu skiljs från huvudbanan. Inom staden finns även en fångvårdsanstalt, Riihimäki fängelse.

## Politik

### Mandatfördelning i Riihimäki kommun, valen 1976–2021
| 7 | 18 |  | 3 | 3 | 11 |

| 5 | 18 | 2 | 2 |  | 2 | 13 |

| 2 | 18 | 3 |  | 3 |  | 15 |

| 3 | 21 |  | 3 |  | 14 |

| 4 | 20 | 3 | 2 | 2 | 12 |

| 3 | 18 | 3 | 3 | 3 | 13 |

| 4 | 16 | 3 | 2 | 6 | 12 |

| 5 | 17 | 3 | 2 | 4 | 12 |

| 27 | 16 |

| 6 | 13 | 2 |  | 4 | 5 | 12 |

| 22 | 21 |

| 7 | 11 | 2 | 5 | 3 | 4 | 11 |

| 23 | 20 |

| 9 | 11 | 5 | 3 | 2 | 3 | 10 |

| 22 | 21 |

| 8 | 9 | 3 | 7 |  |  | 3 | 11 |

| 17 | 26 |

## Näringsliv
Arbetsplatser per näringsgren:
- Service 73,1 %
- Förädling 25,5 %
- Primärproduktion 0,8 %
- Okända 0,6 %

## Demografi

### Befolkningsutveckling
| Befolkningsutvecklingen i Riihimäki stad 1975–2020                                                           | Befolkningsutvecklingen i Riihimäki stad 1975–2020 | Befolkningsutvecklingen i Riihimäki stad 1975–2020 | Befolkningsutvecklingen i Riihimäki stad 1975–2020 | Befolkningsutvecklingen i Riihimäki stad 1975–2020 |
| --- | -------------------------------------------------- | -------------------------------------------------- | -------------------------------------------------- | -------------------------------------------------- |
| |                                                    |                                                    |                                                    |                                                    |
| År |                                                    |                                                    | Folkmängd                                          |                                                    |
| 1975 | 1975                                               |                                                    | 24 075                                             |                                                    |
| 1980 | 1980                                               |                                                    | 23 971                                             |                                                    |
| 1985 | 1985                                               |                                                    | 24 366                                             |                                                    |
| 1990 | 1990                                               |                                                    | 25 000                                             |                                                    |
| 1995 | 1995                                               |                                                    | 25 838                                             |                                                    |
| 2000 | 2000                                               |                                                    | 26 173                                             |                                                    |
| 2005 | 2005                                               |                                                    | 27 069                                             |                                                    |
| 2010 | 2010                                               |                                                    | 28 803                                             |                                                    |
| 2015 | 2015                                               |                                                    | 29 269                                             |                                                    |
| 2020 | 2020                                               |                                                    | 28 710                                             |                                                    |
| Anm: Uppgifterna avser förhållandena den 31 december nämnda år enligt områdesindelningen den 1 januari 2022. |                                                    |                                                    |                                                    |                                                    |

## Sevärdheter och evenemang
- Riihimäki konstmuseum
- Riihimäki stadsmuseum
- Finlands jaktmuseum
- Finlands glasmuseum
- Krigshistoriskt signalmuseum (finska: Valtakunnallinen viestimuseo)
- Folkets husmuseet (finska: Valtakunnallinen työväentalomuseo)
- Två årligen återkommande evenemang: Internationella Vildmarksmässan och Riihimäki sommarkonserter.

## Kända personer från Riihimäki
- Ragnar Granit, nobelpristagare i fysiologi
- Renny Harlin, filmregissör
- Maija Isola, textilkonstnär
- Jukka Jalonen, ishockeytränare

## Vänorter
Riihimäki har sju vänorter:
- Bad Segeberg – Tyskland, sedan 1954
- Gus-Chrustalnyj – Ryssland, sedan 1960
- Karlskoga kommun – Sverige, sedan 1940
- Norðurþing – Island, sedan 1966
- Skedsmo kommun – Norge, sedan 1958
- Szolnok – Ungern, sedan 1969
- Ålborgs kommun – Danmark, sedan 1949

samt fyra samarbetskommuner:
- Jonava, Litauen, sedan 1999
- La Granja de San Ildefonso, Spanien, sedan 2001
- Olaine, Lettland, sedan 1997
- Suzhou, Kina, sedan 2004